# Scaphyglottis coriacea
Scaphyglottis coriacea là một loài thực vật có hoa trong họ Lan. Loài này được (L.O.Williams) Dressler mô tả khoa học đầu tiên năm 2004.